# Кшечуновичі
Кшечуновичі (пол. Krzeczunowiczowie) — польська шляхетська родина вірменського походження.

## Представники
- Ґжеґож — купець у Станиславові (пом. 11 травня 1789), власник маєтку Олієво-Королівка, отримав індиґенат від імператора Йозефа II 1784 року.
  - Ян Баптіст — син, дружина — Рипсина Роско-Богданович
    - Кшиштоф — власник маєтку Коршів
      - Валеріян — галицький політик-консерватор
        - Корнель — галицький політик
          - Александер — галицький політик-консерватор; як член комісії Галицького сейму 1910—1914 років дуже затягував процес реформи, був відвертим противником поступок українцям.

- Марія з Кшечуновичів Ґнєвош — дружина Влодзімєжа Іполита Ґнєвоша.[1]